# 彭志筠
彭志筠（?—?），唐朝安州安陆（今湖北省安陆市）人。
安州的田氏家族、彭氏家族，以经商致富著称。唐高宗显庆年间，彭志筠上表请以自家二万段绢布助军，唐高宗下诏接受他的绢万匹，特授为奉议郎，并布告天下。当时安州人侍中、平恩公许圉师，和他的外甥郝处俊，都官至宰相。所以江、淮间传言说：“贵如许、郝，富若田、彭。”